# 罗氏乌贼
罗氏乌贼又名羅賓漢墨魚（学名：Sepia robsoni）为乌贼科乌贼属的动物。分布于日本群岛南部、马来群岛海域，包括东海、南海等海域，生活环境为海水，常生活于暖水域以及南海的近海岸海域。该物种的模式产地在日本东京湾。